# Heteropoda nigriventer
Heteropoda nigriventer este o specie de păianjeni din genul Heteropoda, familia Sparassidae, descrisă de Pocock, 1897.
Este endemică în Sulawesi. Conform Catalogue of Life specia Heteropoda nigriventer nu are subspecii cunoscute.